# Sybra andamanensis
Sybra andamanensis là một loài bọ cánh cứng trong họ Cerambycidae.